# Karl August Harald Smith
Karl August Harald "Harry" Smith ( 1889 -1971 ) fue un botánico estadounidense de origen sueco, que realizó tres expediciones botánicas a China, siendo un botánico experto en busca de nuevos taxones.
Fue más conocido como "Docente Harry Smith", un sueco que llevaba el apellido de un antepasado que emigró de Belfast a Suecia

## Algunas publicaciones

### Libros
- 1976. Light and plant development, Volumen 1975. Light and Plant Development. Ed. Butterworths. 516 pp. ISBN 0408707194

## Honores

### Eponimia
- (Apiaceae) Ligusticum harrysmithii M.Hiroe[3]

- (Boraginaceae) Trigonotis harrysmithii R.R.Mill[4]

- (Cyperaceae) Carex harrysmithii Kük.[5]

- (Rosaceae) Cotoneaster harrysmithii Flinck & B.Hylmö[6]

- La abreviatura «Harry Sm.» se emplea para indicar a Karl August Harald Smith como autoridad en la descripción y clasificación científica de los vegetales.[7]